# Commonwealth Games 1986/Boxen
Die 13. Boxwettkämpfe der Herren bei den Commonwealth Games 1986 wurden vom 24. Juli bis zum 2. August in der schottischen Hauptstadt Edinburgh ausgetragen. Es wurden insgesamt 47 Medaillen in 12 Gewichtsklassen vergeben.

## Medaillengewinner
| Klasse                         | Gold                  | Silber                      | Bronze                                              |
| ------------------------------ | --------------------- | --------------------------- | --------------------------------------------------- |
| Halbfliegengewicht (- 48 kg)   | Scott Olson Kanada    | Mark Epton England          | Todd Johnston Nordirland Wilson Docherty Schottland |
| Fliegengewicht (- 51 kg)       | John Lyon England     | Leonard Makhanya Swasiland  | Kerry Webber Wales Steve Beaupré Kanada             |
| Bantamgewicht (- 54 kg)        | Sean Murphy England   | Roy Nash Nordirland         | Glen Brooks Schottland John Sillitoe Jersey         |
| Federgewicht (- 57 kg)         | Bill Downey Kanada    | Peter English England       | Chris Carleton Nordirland Johnny Wallace Neuseeland |
| Leichtgewicht (- 60 kg)        | Asif Dar Kanada       | Neil Haddock Wales          | Byton Mphande Malawi Joe Jacobs England             |
| Superleichtgewicht (- 63,5 kg) | Howard Grant Kanada   | David Clencie Australien    | Brendan Lowe Nordirland Solomon Kondowe Malawi      |
| Weltergewicht (- 67 kg)        | Darren Dyer England   | James McAllister Schottland | John Shaw Kanada Damien Denny Nordirland            |
| Superweltergewicht (- 71 kg)   | Danny Sherry Kanada   | Rick Finch Australien       | Glynn Thomas Wales Alex Mullen Schottland           |
| Mittelgewicht (- 75 kg)        | Rod Douglas England   | Jeff Harding Australien     | Patrick Tinney Nordirland George Ferry Schottland   |
| Halbschwergewicht (- 81 kg)    | Jim Moran England     | Harry Lawson Schottland     | Brett Kolosofski Kanada Byron Pullen Wales          |
| Schwergewicht (- 91 kg)        | Jimmy Peau Neuseeland | Douglas Young Schottland    | Dominic d’Amico Kanada Eric Cardouza England        |
| Superschwergewicht (+ 91 kg)   | Lennox Lewis Kanada   | Aneurin Evans Wales         | James Oyebola England                               |

## Medaillenspiegel
| Rang | Land       | Gold | Silber | Bronze | Gesamt |
| ---- | ---------- | ---- | ------ | ------ | ------ |
| 1    | Kanada     | 6    | 0      | 4      | 10     |
| 2    | England    | 5    | 2      | 3      | 10     |
| 3    | Neuseeland | 1    | 0      | 1      | 2      |
| 4    | Schottland | 0    | 3      | 4      | 7      |
| 5    | Australien | 0    | 3      | 0      | 3      |
| 6    | Wales      | 0    | 2      | 3      | 5      |
| 7    | Nordirland | 0    | 1      | 5      | 6      |
| 8    | Swasiland  | 0    | 1      | 0      | 1      |
| 9    | Malawi     | 0    | 0      | 2      | 2      |
| 10   | Jersey     | 0    | 0      | 1      | 1      |
|      | Gesamt     | 12   | 12     | 23     | 47     |